# Élections législatives de 1910 dans la Haute-Marne
Les élections législatives françaises de 1910 se déroulent les 24 avril et 8 mai. Dans le département de la Haute-Marne, Trois députés sont à élire dans le cadre de trois circonscriptions.

## Élus
| Identité       | Parti | Parti                                                  |
| -------------- | ----- | ------------------------------------------------------ |
| Arthur Dessoye |       | Radical-Gauche radicale                                |
| Philippe Roret |       | Radical-Gauche radicale                                |
| Albin Rozet    |       | Alliance républicaine démocratique-Gauche Démocratique |